# Waibaidubrug

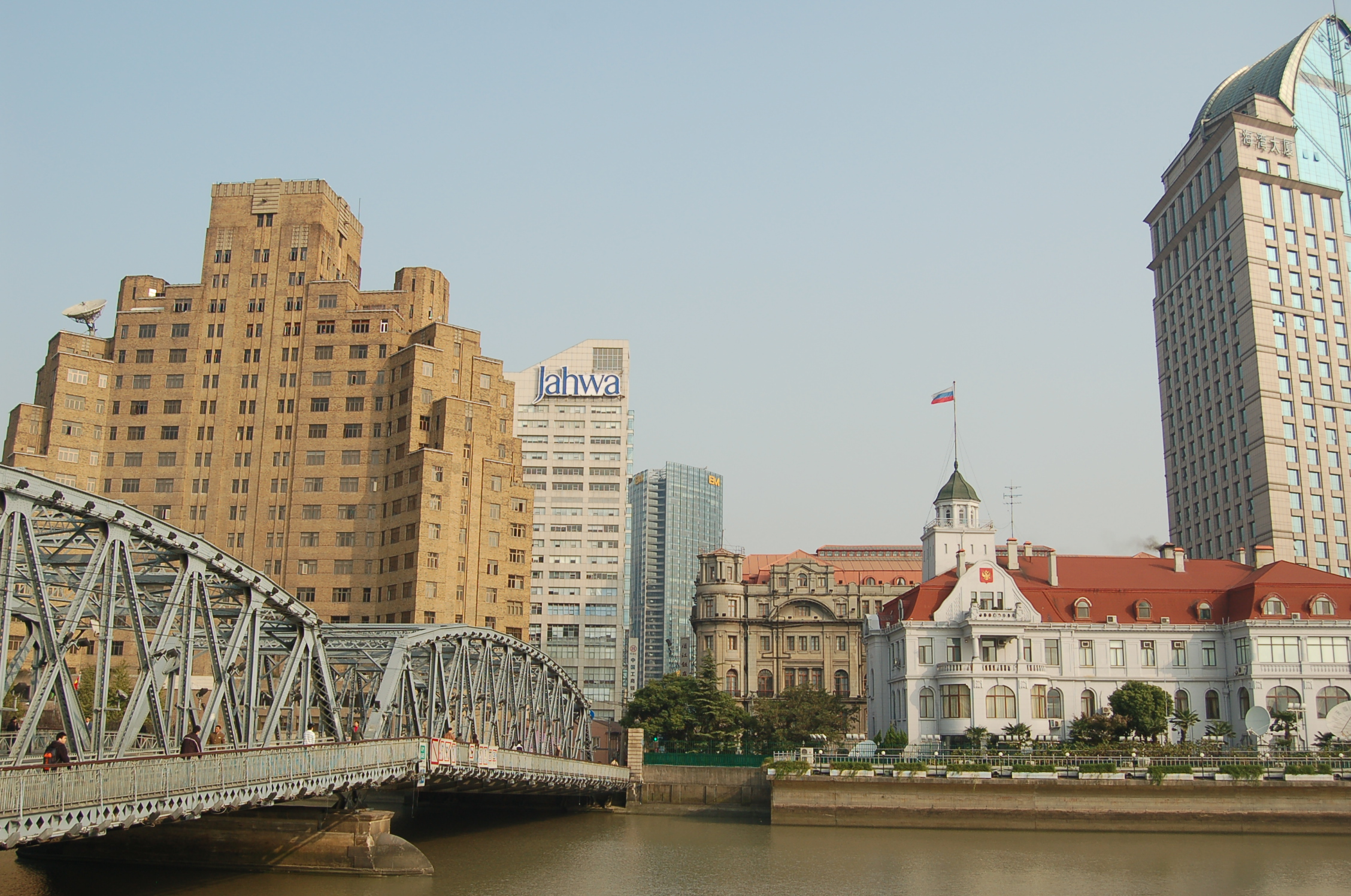
Waibaidubrug en achterliggend Hongkou met de Broadway Mansions links en de Russische ambassade rechts

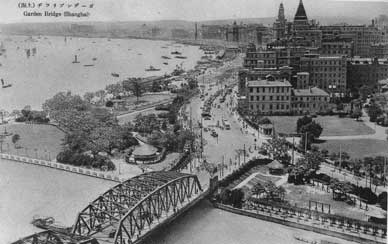
De Waibaidubrug met achterliggend de Bund in oudere tijden

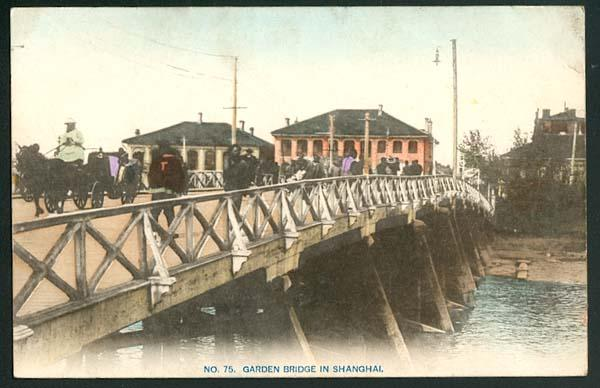
De oude Garden Bridge voor deze in 1906 beschadigd werd

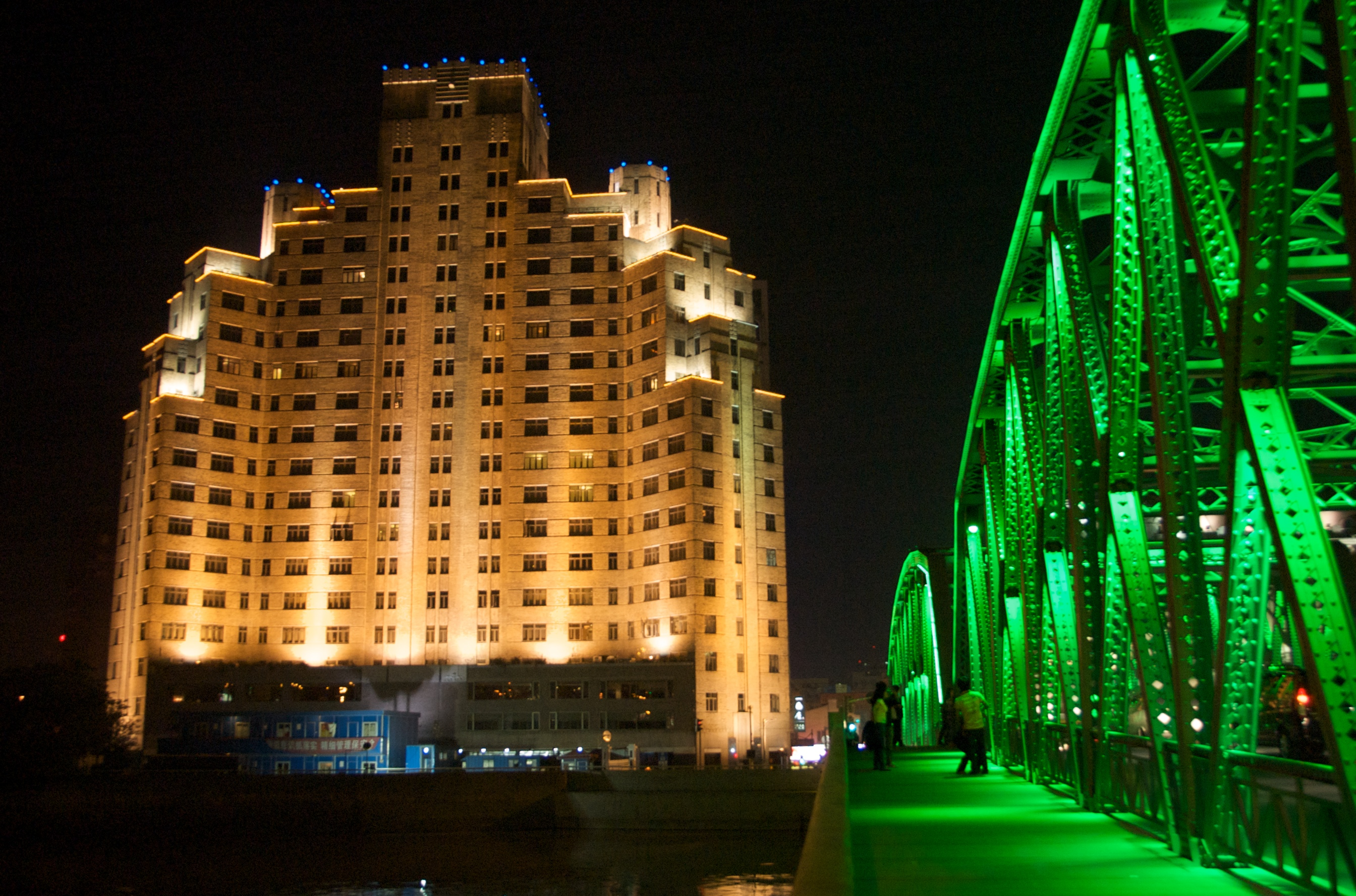
Het hotel Broadway Mansions met rechts de nieuw verlichte Waibaidubrug

De Waibaidubrug (Chinees: 外白渡桥, Hanyu pinyin: Wàibáidù Qiáo, letterlijk: Tuinbrug) is een Chinese vakwerkbrug in het centrum van Shanghai, die de Suzhou overbrugt en het district Huangpu verbindt met het district Hongkou. De brug ligt in het verlengde van de Bund, vlak aan de monding van de Suzhou in de Huangpu Jiang.
De Waibaidubrug was de eerste volledig stalen brug in China en werd op 20 januari 1908 in gebruik genomen. Het was niet de eerste brug op die locatie. Initieel voeren boten heen en weer tussen beide oevers van de rivier, tot in de 18de eeuw de rivier eerst van een sluis en vervolgens van een tweede sluis werd voorzien. Dit liet toe bij gesloten sluisdeuren de rivier over te steken. In de 19de eeuw slaagden de Chinezen in een constructie van een brug die evenwel in 1855 instortte. In 1856 werd door de Britten een vervangbrug gebouwd in hout, met een lengte van 137 m. Deze tolbrug versleet en de uitbaters bouwden een vervangbrug in ijzer die evenwel al na twee jaar het begaf. De tolbruggen werden in 1873 vervangen door een brug waar geen tolgeld meer geheven werd. Tijdelijk werd een houten brug op vlotters ingezet tot de tolbruggen afgebroken waren en een nieuwe houten brug in 1876 was afgewerkt. Door de opening van de vlakbijgelegen Public Garden in het noorden van de Bund, kreeg de brug ook de benaming Garden Bridge (Tuinbrug) mee. In 1906 raakte de brug zwaar beschadigd.
De instructie tot de bouw van de tweede Waibaidubrug (of Tuinbrug) volgde. De vervangbrug moest geschikt zijn voor het dragen van de tram en automobielen. De bouwfirma die net daarvoor de Victoria Falls bridge had opgeleverd, werd aangezocht voor deze nieuwe uitdaging. Er werd gekozen voor een vakwerkbrug, specifiek een Parker Camelback vakwerkbrug, waarbij de bovenkant van de stalen constructie een vijfdelige polygone vorm aanneemt. De constructie werd afgewerkt op 29 december 1907 en drie weken later in gebruik genomen. De brug was 104 meter lang met een rijbaan van 11,20 meter en aan beide zijden een voetpad van 2,9 meter. De doorvaarthoogte was bij laag water 5,57 m en bij hoog water 3,25 m. De brug woog 900 ton.
De brug speelde een rol als vluchtweg tot de Internationale Concessie van Shanghai in zowel het Shanghai-incident in 1932 als de slag om Shanghai in 1937. Tijdens de Culturele Revolutie werd de brug door de Rode Garde hernoemd tot de Anti-Imperialismebrug. De brug onderging voordien en nadien meerdere herstellingen en verfbeurten maar bleef in goede staat. In de jaren tachtig werd evenwel duidelijk dat de capaciteit verre van voldoende was. De in 1991 opgeleverde Wusong Floodgate Bridge kon het grootste gedeelte van de verkeersstroom overnemen, en werd recent door een tunnel onder de Suzhou vervangen.
In 2008 werd in de aanloop naar de wereldtentoonstelling Expo 2010 de brug tijdelijk verwijderd en in een scheepswerf grondig gerenoveerd. Van de 160.000 klinknagels gebruikt in de montage werden er 63.000 vervangen. Ook de steunpilaren werden vervangen en verstevigd. In april 2009 werd de brug terug geopend, onder meer met een nieuwe veelkleurige verlichting met led-lampjes.